# کانستنس تیپر
کانستنس تیپر (متولد ۱۶ فوریه ۱۸۹۴ – ۱۴ دسامبر ۱۹۹۵) یک متالورژیست و بلورشناس انگلیسی بود. او تحقیقات زیادی در زمینه شکست شکننده و انتقال شکنندگی-پلاستیکی فلزات مورد استفاده در ساخت کشتی‌های جنگی انجام داد و نخستین عضو هیئت علمی تمام‌وقت زن در دپارتمان مهندسی دانشگاه کمبریج بود.

## زندگی اولیه و حرفه
کانستنس فلیگ ایلام در نیو بارنت، هرتفوردشایر متولد شد. او دختر جراح ویلیام هنری ایلام و لیدیا کومبز بود. او تحصیلات خود را در مدرسه سنت فلیکس، ساوثوولد آغاز کرد و سپس مهندسی را در کالج نیوهام، کمبریج (۱۹۱۲) تحصیل کرد. تیپر در بخش اول از تریپوس علوم طبیعی موفق به کسب درجه سوم شد.
در سال ۱۹۱۵ به دپارتمان متالورژی آزمایشگاه فیزیکی ملی در تدینگتون پیوست، اما در سال ۱۹۱۶ به مدرسه سلطنتی معادن نقل مکان کرد، جایی که در سال ۱۹۱۷ به عنوان دستیار تحقیقاتی برای سر هارولد کارپنتربه کار گرفت و در سال ۱۹۲۱ به عضویت فلوشیپ تحقیقات فریچویل انتخاب شد. همچنین در سال ۱۹۱۷ او عضو مؤسسه مواد شد. در سال ۱۹۲۳، تحت نام C. F. Elam مدال بکریان انجمن سلطنتی را به همراه G. I. Taylor دریافت کرد. متأسفانه انجمن سلطنتی متوجه نشد که او زن است و باشگاه شام آنها اجازه حضور زنان را نداشت.
در سال ۱۹۲۴، او به عنوان اولین فلوشیپ تحقیقاتی در زمینه متالورژی که توسط کمپانی آرمورز و برازیرز اعطا شد منصوب شد. در سال ۱۹۲۷، ایلام در دومین کنگره امپراتوری معدن و متالورژی شرکت کرد که بین ۲۲ اوت تا ۲۸ سپتامبر در مونترال، کانادا برگزار شد. او در مورد کنگره و دو ماه سفر خود در کانادا و آمریکا برای مجله مهندس زن، که توسط انجمن مهندسی زنان بریتانیا منتشر می‌شد، مقاله نوشت که او عضو آن بود.
در سال ۱۹۲۸، ایلام با جورج تیپر، فارغ‌التحصیل کالج کلیر کمبریج و سرپرست نظارت بر نقشه‌برداری زمین‌شناسی در هند ازدواج کرد. هنگامی که او در سال ۱۹۲۹ مدرسه سلطنتی معادن را ترک کرد و دکتری علوم خود را دریافت کرد، به کمبریج نقل مکان کرده و بیش از ۳۰ سال در آنجا به کار خود ادامه داد. تیپر از سال ۱۹۳۹ به عنوان مدرس در دپارتمان مهندسی منصوب شد و یکی از نخستین زنان مدرس در دانشگاه بود، در زمانی که بسیاری از مدرسین مرد به کارهای جنگی می‌پرداختند.
در سال ۱۹۴۹، تیپر به عنوان خوانده در دانشگاه کمبریج منصوب شد و تنها عضو تمام‌وقت زن هیئت علمی مهندسی شد. او تا زمان بازنشستگی خود در سال ۱۹۶۰ در کمبریج ماند. پس از بازنشستگی، تیپر به عنوان مشاور در شمال غرب انگلستان به کار خود ادامه داد و در ساخت زیر دریایی‌ها مشاوره می‌داد. تولد صدمین سالگرد او در سال ۱۹۹۴ با کاشت درخت تیپر در کالج نیوهام جشن گرفته شد که یک مغز شیرین بود.

## تحقیقات
تیپر تخصص زیادی در بررسی استحکام فلزات و اثرات آن در مسائل مهندسی داشت. تحقیقات او در کنار G. I. Taylor در زمینه تحریف بلورهای آلومینیوم تحت کشش، مدال بکریان انجمن سلطنتی را در سال ۱۹۲۳ برای او به ارمغان آورد، اگرچه تیپر از حضور در مراسم شام جشن به دلیل زن بودن محروم شد. این تحقیقات بعدها باعث توضیح تیلور دربارهٔ تغییر شکل پلاستیکی با اختلالات شد.
در طول جنگ جهانی دوم، او به بررسی علل شکست شکننده در کشتی‌های آزادی پرداخت. این کشتی‌ها بین سال‌های ۱۹۴۱ و ۱۹۴۵ در ایالات متحده ساخته شدند و اولین کشتی‌های جوش داده کامیون‌ها بودند. تیپر ثابت کرد که شکست‌ها ناشی از جوشکاری نبوده، بلکه ویژگی‌های فولاد خود باعث آنها می‌شده است. او نشان داد که یک دمای بحرانی وجود دارد که در زیر آن حالت شکست در فولاد از شکننده به شکننده تغییر می‌کند. چون کشتی‌ها در شمال اقیانوس اطلس در معرض دماهای پایین بودند، احتمال شکست شکننده در آنها بیشتر بود. او تستی را ابداع کرد که اکنون به نام «تست تیپر» شناخته می‌شود تا اطمینان حاصل شود که فلزات استفاده شده در ساخت کشتی‌ها از نظر استحکام کافی برخوردارند.
او نخستین شخصی بود که از میکروسکوپ الکترونی روبشی (SEM) برای بررسی سطوح شکست فلزات استفاده کرد. او از یک میکروسکوپ الکترونی روبشی ساخته شده توسط چارلز اوتلی و تیمش، دومین SEM ساخته شده، استفاده کرد. دکتر تیپر برای مقاله‌اش تحت عنوان «ارزش تست کششی شیار» به همراه جان بیکر، لرد بیکر، جایزه توماس لو گرا را دریافت کرد.
کنگره بین‌المللی شکست مدال نقره کانستنس تیپر را به محققان و مهندسان میان‌دوره‌ای که در زمینه تحقیق در حوزه شکست تحقیقات مهمی انجام داده‌اند اعطا می‌کند.

## جوایز و افتخارات
- ۱۹۲۳ مدال بکریان انجمن سلطنتی
- ۱۹۳۳ مدال و جایزه بایلبی
- ۱۹۳۶–۳۸ فلوشیپ تحقیقاتی مؤسسه لوور هلم

## آثار
- Carpenter, H. C. H.; Elam, Constance F. (December 1921). "The production of single crystals of aluminium and their tensile properties". Proceedings of the Royal Society of London. Series A, Containing Papers of a Mathematical and Physical Character. 100 (704): 329–353. Bibcode:1921RSPSA.100..329C. doi:10.1098/rspa.1921.0089. JSTOR 93990.
- Deformation of Metal Crystals (Oxford University Press, 1935)
- The Brittle Fracture Story (Cambridge University Press, 1962)
- Publication: The fracture of mild steel plate. Report no. R3 (The Admiralty Ship welding Committee) [illustr.] London 1948
- Brittle fracture of mild steel plates (British Iron and Steel Research Association Procs. of a conf at the Engineering Laboratory, Cambridge University, 26 Oct 1945 p. 23–50 abstracted in Journal of the Iron and Steel Institute Oct 1947 p 300)
- Elam, Constance F. (27 April 1938). "The influence of rate of deformation on the tensile test with special reference to the yield point in iron and steel". Proceedings of the Royal Society of London. Series A. Mathematical and Physical Sciences. 165 (923): 568–592. Bibcode:1938RSPSA.165..568E. doi:10.1098/rspa.1938.0077. JSTOR 97041. S2CID 136748791.
- Elam, C. F. (January 1936). "The distortion of β -brass and iron crystals". Proceedings of the Royal Society of London. Series A. Mathematical and Physical Sciences. 153 (879): 273–301. Bibcode:1936RSPSA.153..273E. doi:10.1098/rspa.1936.0002. JSTOR 96486. S2CID 119833803.
- The distortion of metal crystals (Oxford: Clarendon Press, 1935)
- Baker, J.F. and Tipper, C.F. (1956) The Value of the Notch Tensile Test. Proceedings of the Institution of Mechanical Engineers 1956 170:1, 65–93
- {{cite journal |last1=Elam |first1=Constance F. |title=Slip-bands and Twin-like Structures in Crystals |journal=Nature |date=May 1934 |volume=133 |issue=3367 |pages=723 |doi=10.1038/133

1. 1 2  "Constance Tipper: her life and work". Materials World: 336–337. June 1996.
2. 1 2  "Oxford Dictionary of National Biography – Tipper [née Elam], Constance Fligg". Oxford Dictionary of National Biography (online ed.). Oxford University Press. 2004. doi:10.1093/ref:odnb/60337. (Subscription or UK public library membership required.)
3. 1 2  "Contributors to the Journal". The Journal of the Iron and Steel Institute. 157: 282–284. October 1947.
4. 1 2 3  Ogilvie, Marilyn Bailey; Harvey, Joy Dorothy (2000). "Tipper, Constance Flig (Elam) (1894-1995)". The Biographical Dictionary of Women in Science: L-Z (به انگلیسی). Taylor & Francis. ISBN 978-0-415-92040-7.
5. ↑  "Constance Tipper Cracks the Case of the Liberty Ships" (PDF). JOM. 67 (12): 2774–2776. 2015. Bibcode:2015JOM....67l2774.. doi:10.1007/s11837-015-1697-9. S2CID 189948418.
6. 1 2  "Editorial Notes". The Woman Engineer. 1 (20): 348. September 1924.
7. ↑  Graham, R. P. D., ed. (1928). Proceedings: Second (Triennial). Empire Mining and Metallurgical Congress, held in Canada, August 22nd to September 28th 1927. Congress Office. Retrieved 26 February 2025.
8. ↑  Elam, Constance (March 1928). "My First Visit to Canada and the United States". The Woman Engineer. 2: 268–270. Archived from the original on 27 September 2017. Retrieved 2020-09-05.
9. 1 2  Anne, Barrett (24 February 2017). Women at Imperial College; Past, Present And Future (به انگلیسی). World Scientific. ISBN 978-1-78634-264-5.
10. 1 2  Cathcart, Brian (2004-02-16). "No dinner, but a nice box of chocs". New Statesman. Archived from the original on 8 March 2018. Retrieved 14 February 2020.
11. ↑  "Building Liberty ships for the war effort, 1941". Rare Historical Photos (به انگلیسی). 2017-07-18. Retrieved 2019-02-15.
12. ↑  "1957". The Woman Engineer. 8 (7): 2. Winter 1957.
13. ↑  "ICF AWARDS" (به انگلیسی). Retrieved 2019-02-15.